# Acer buergerianum
Acer buergerianum — вид квіткових рослин із роду клен (Acer).

## Морфологічна характеристика
Це однодомне дерево 5–20 м заввишки. Кора шорстка. Гілочки стрункі; зимові бруньки коричневі, еліпсоїдні, дрібні, лусочки ворсинчасті по краю. Листки опадні: листкові ніжки 2.5–5(8) см завдовжки, голі; листові пластинки знизу білувато злегка запушені, зверху голі, яйцюваті, зворотно-яйцюваті, еліптичні чи округлі, (3)6–10 × (3)4–6 см, неглибоко чи глибоко 3-лопатеві, зрідка цілокраї; середня частка трикутно-яйцювата чи ланцетна, верхівка загострена чи коротко загострена; бічні частки короткі, край зазвичай цільний, рідко з кількома зубцями, верхівка гостра, іноді частки дуже малі. Суцвіття верхівкові, щиткоподібні, ≈ 3 см ушир, запушені, багатоквіткові. Чашолистків 5, яйцеподібні, голі. Пелюсток 5, жовтувато-білі, вузько-ланцетні чи лопатоподібно-ланцетні, ≈ 2 мм, верхівка тупа. Тичинок 8. Плід жовтувато-коричневий; горішки сильно опуклі, 6–7 мм в діаметрі; крило широке в середині, звужене біля основи, крила розпростерті по-різному. Період цвітіння: квітень; період плодоношення: серпень.

## Середовище проживання
Країни проживання: Китай (Чжецзян, Сичуань, Аньхой, Фуцзянь, Ганьсу, Гуандун, Гуйчжоу, Хенань, Хубей, Хунань, Цзянсу, Шеньсі, Шаньдун), Японія, Тайвань. Зростає в лісах на висотах 0–1500 метрів.

## Використання
Acer buergerianum важливий у садівництві, озелененні та бонсай. Коріння використовуються в лікувальних цілях у китайській медицині.

## Підвидові таксони
Підвидові таксони:
- Acer buergerianum var. buergerianum
- Acer buergerianum var. formosanum (Hayata ex Koidz.) Sasaki
- Acer buergerianum var. kaiscianense (Pamp.) W.P.Fang

## Галерея

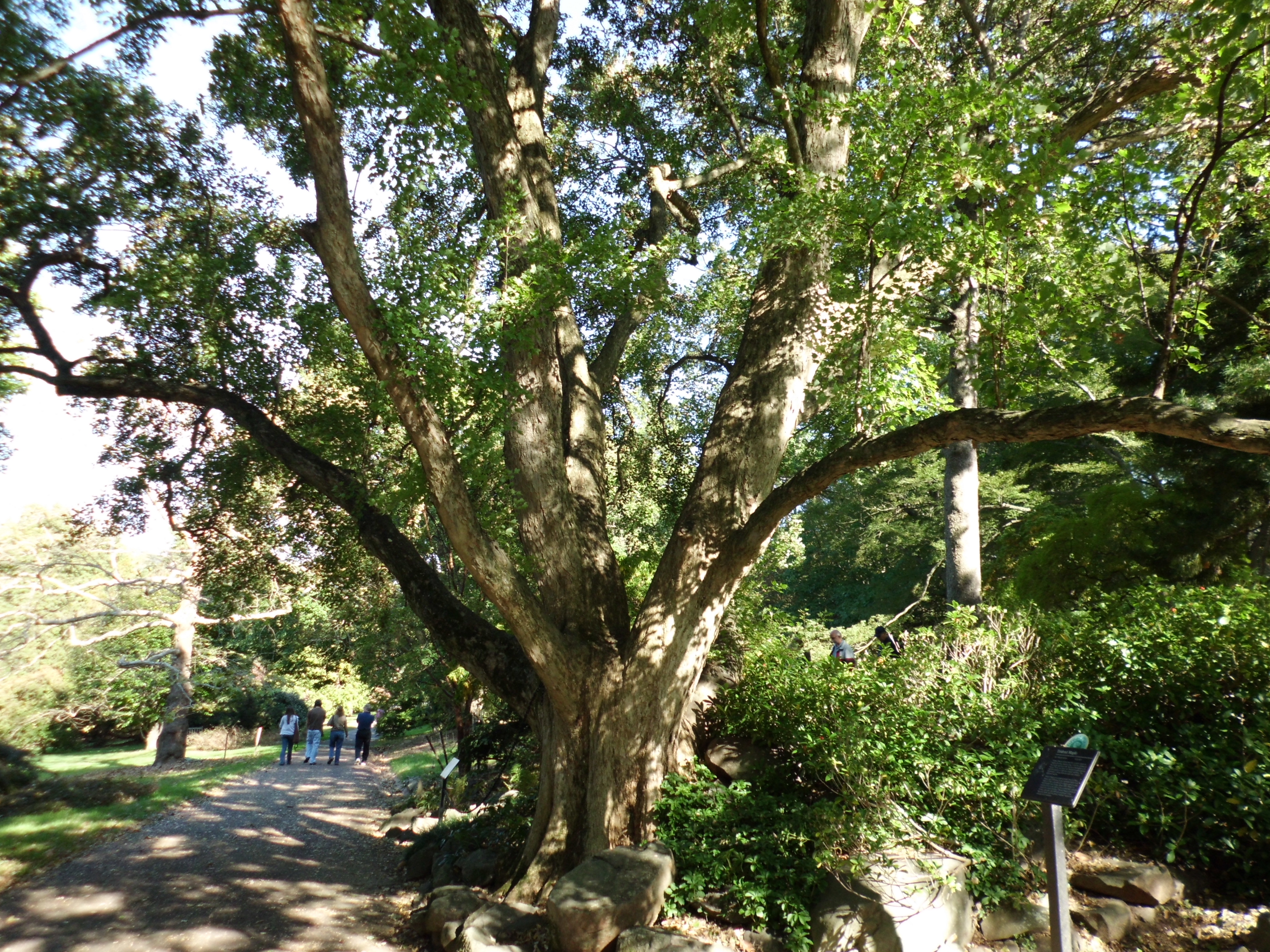
дерево
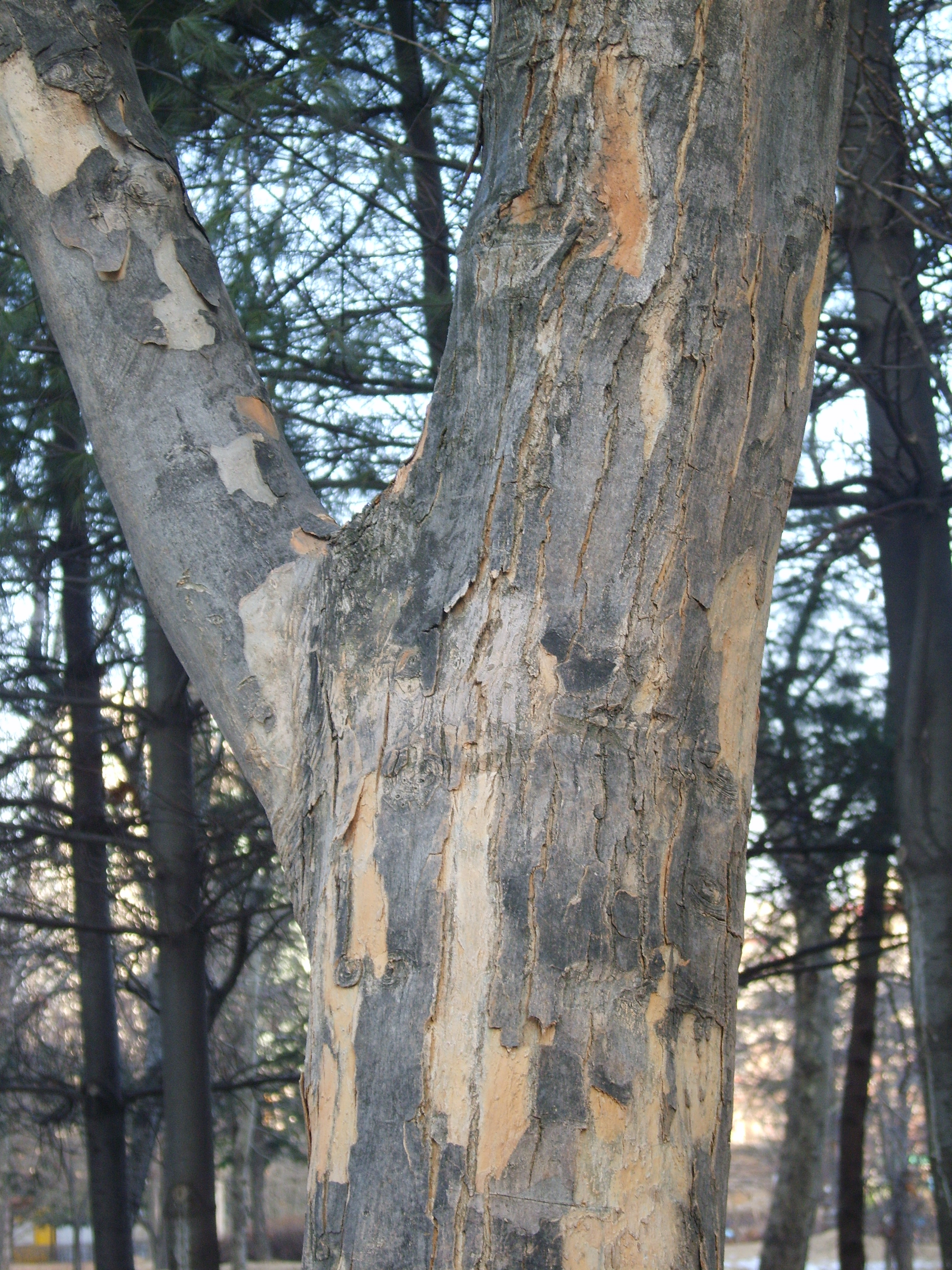
стовбур
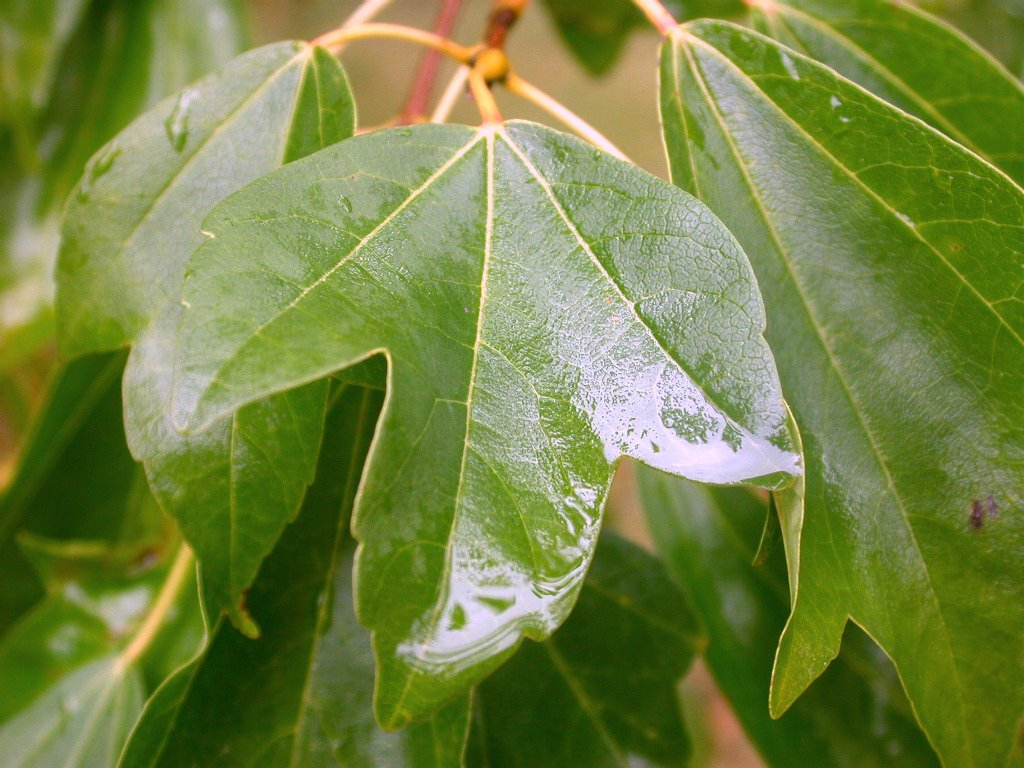
листок
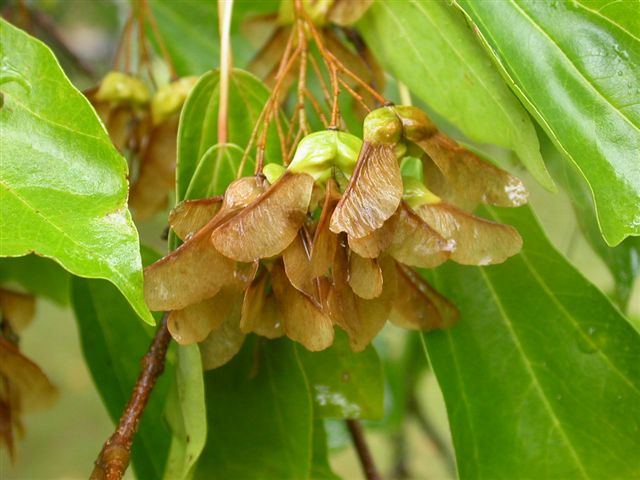
плоди (крилатки)
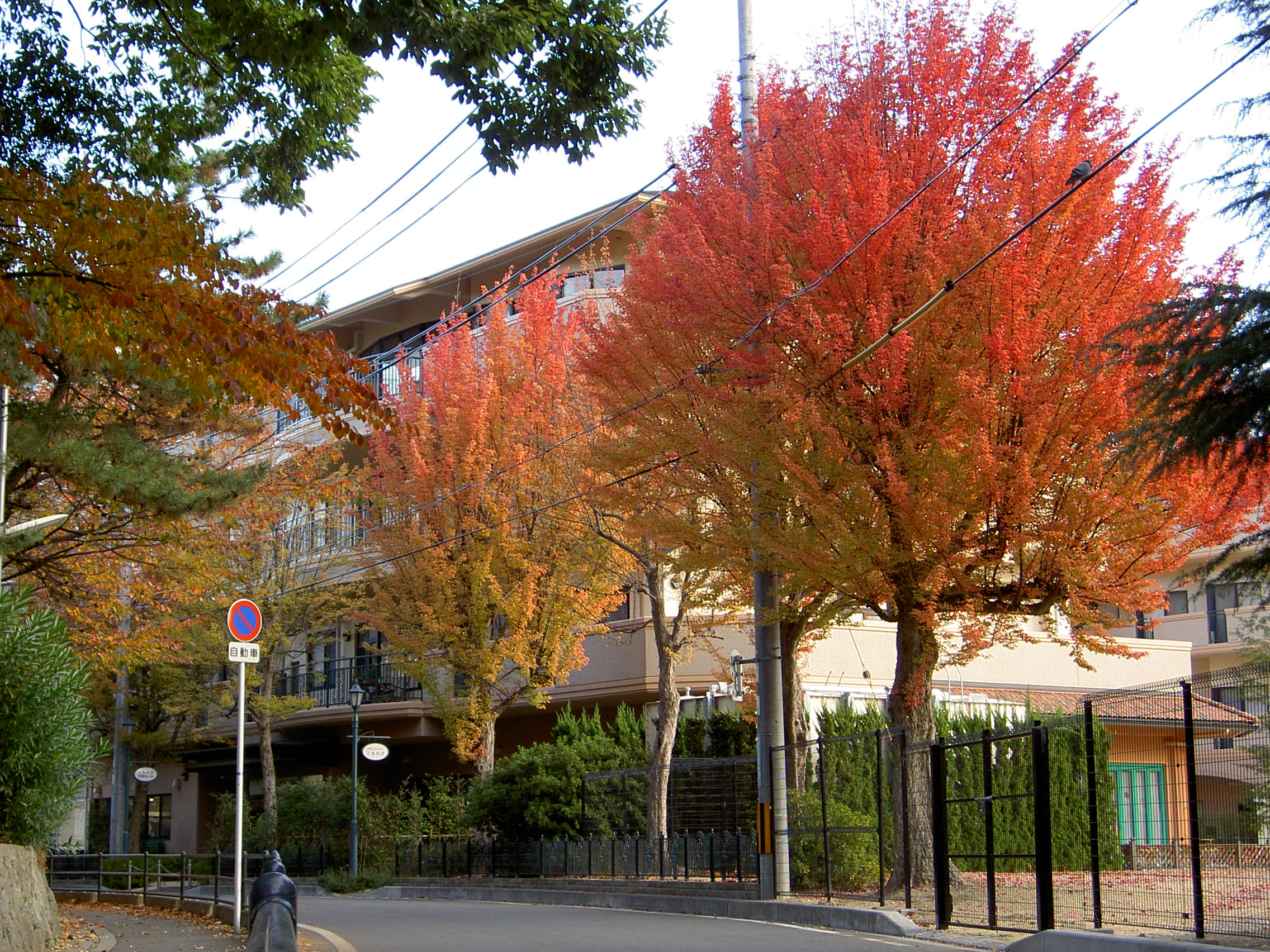
на вулицях Осаки
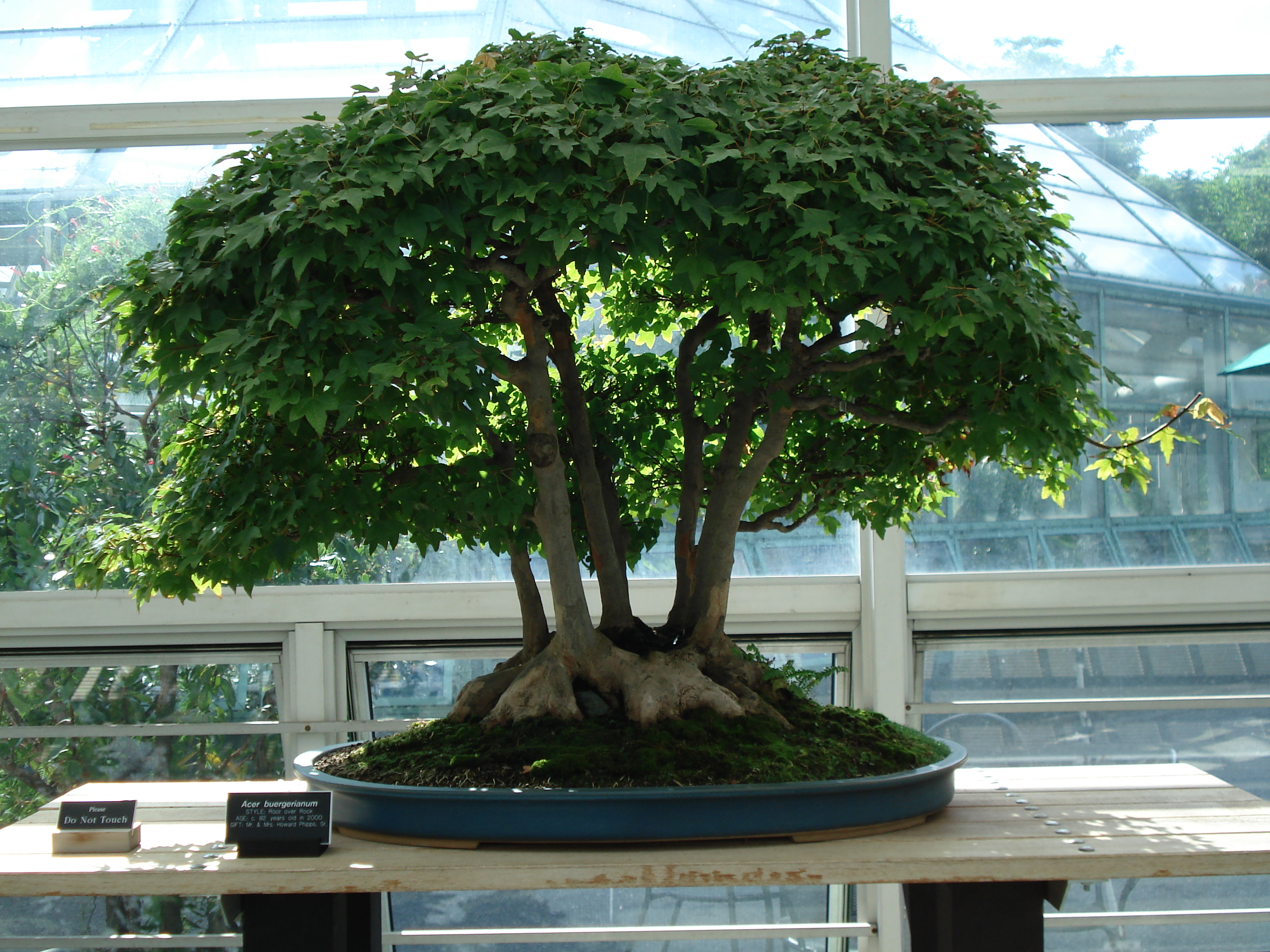
бонсаі